# Cyklopia

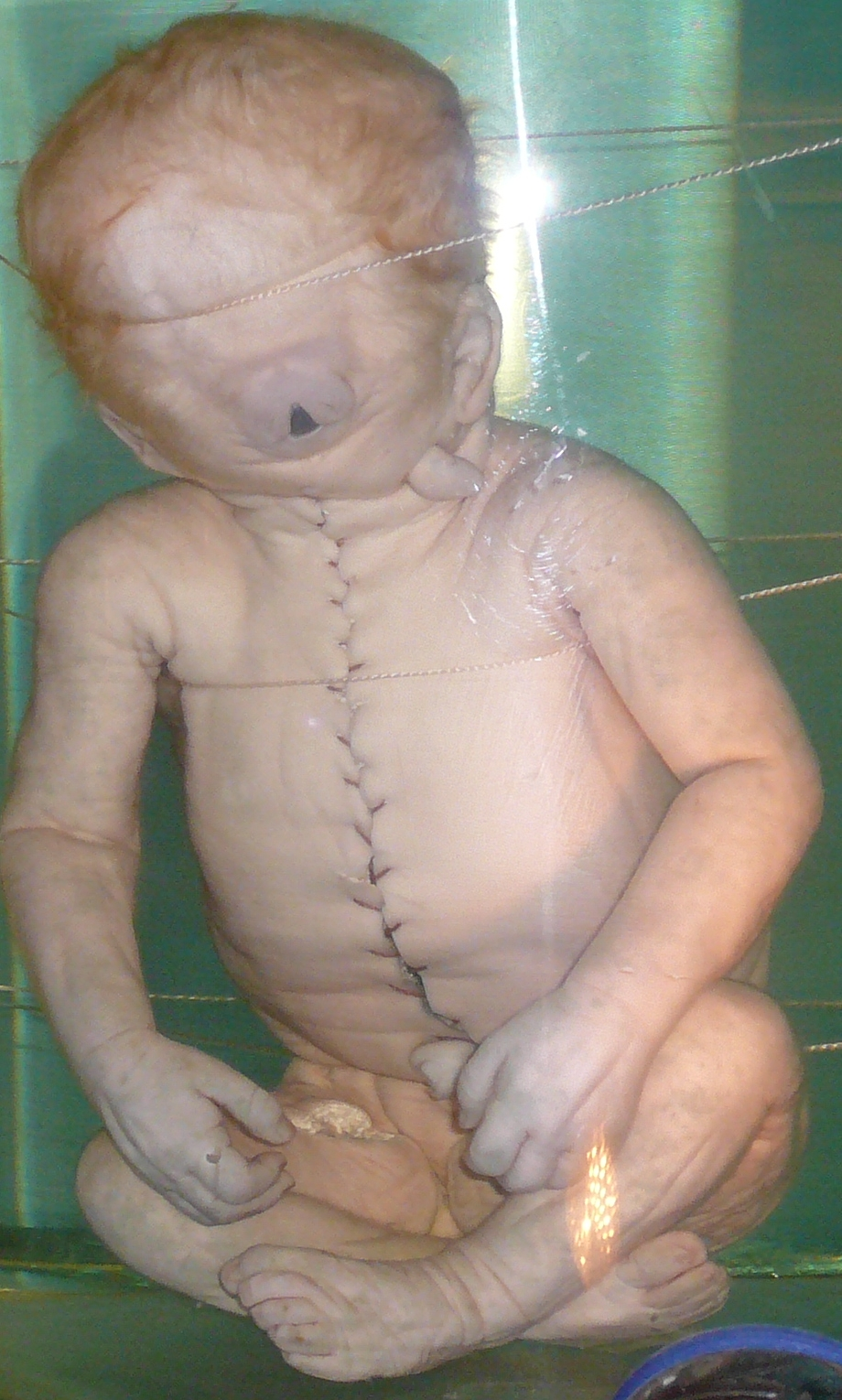

Cyklopia, jednoocze (łac. cyclopia) – wada rozwojowa polegająca na połączeniu dwóch oczodołów zawierających jedną gałkę oczną. Główną przyczyną cyklopii jest holoprozencefalia.